# Gmina związkowa Rennerod
Gmina związkowa Rennerod (niem. Verbandsgemeinde Rennerod) – gmina związkowa w Niemczech, w kraju związkowym Nadrenia-Palatynat, w powiecie Westerwald. Siedziba gminy związkowej znajduje się w mieście Rennerod.

## Podział administracyjny
Gmina związkowa zrzesza 23 gminy, w tym jedną gminę miejską (Stadt) oraz 22 gminy wiejskie:
1. Bretthausen
2. Elsoff (Westerwald)
3. Hellenhahn-Schellenberg
4. Homberg
5. Hüblingen
6. Irmtraut
7. Liebenscheid
8. Neunkirchen
9. Neustadt/Westerwald
10. Niederroßbach
11. Nister-Möhrendorf
12. Oberrod
13. Oberroßbach
14. Rehe
15. Rennerod
16. Salzburg
17. Seck
18. Stein-Neukirch
19. Waigandshain
20. Waldmühlen
21. Westernohe
22. Willingen
23. Zehnhausen bei Rennerod